# Vilar (Terras de Bouro)
Vilar ist ein Ort und eine ehemalige Gemeinde im Norden Portugals. Der gelegentlich auch Vilar de Chamoim genannte Ort liegt am linken Ufer des Rio Homem.
Regional bekannt ist der hiesige denkmalgeschützte Wallfahrtsort Santuário de Nossa Senhora do Livramento.

## Geschichte
Vermutlich bestand hier schon zu römischer Zeit eine Siedlung.
Die Gemeindekirche wurde 1779 errichtet.

## Verwaltung
Vilar war Sitz einer gleichnamigen Gemeinde (Freguesia) im Kreis (Concelho) von Terras de Bouro im Distrikt Braga. Die Gemeinde hatte eine Fläche von 4,58 km² und 148 Einwohner (Stand 30. Juni 2011).
Die Gemeinde setzte sich aus neun Ortschaften zusammen:
- Barral
- Costa
- Cruzes
- Mota
- Outeiro
- Paço
- Paredes
- Travassos
- Vilar

Mit der Gemeindereform vom 29. September 2013 wurden die Gemeinden Vilar und Chamoim zur neuen Gemeinde União das Freguesias de Chamoim e Vilar zusammengeschlossen.

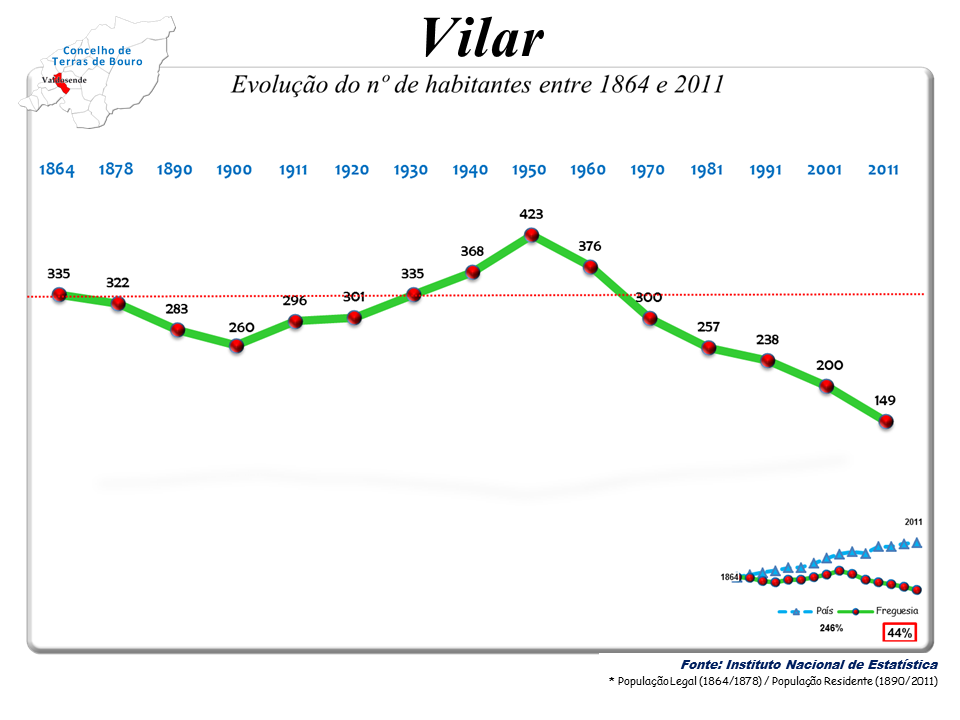
Bevölkerungsentwicklung in der Gemeinde Vilar (bis 2011)

## Bevölkerungsentwicklung
| Einwohnerzahl in der Gemeinde Vilar (1864–2011) | Einwohnerzahl in der Gemeinde Vilar (1864–2011) | Einwohnerzahl in der Gemeinde Vilar (1864–2011) | Einwohnerzahl in der Gemeinde Vilar (1864–2011) | Einwohnerzahl in der Gemeinde Vilar (1864–2011) | Einwohnerzahl in der Gemeinde Vilar (1864–2011) | Einwohnerzahl in der Gemeinde Vilar (1864–2011) | Einwohnerzahl in der Gemeinde Vilar (1864–2011) | Einwohnerzahl in der Gemeinde Vilar (1864–2011) | Einwohnerzahl in der Gemeinde Vilar (1864–2011) | Einwohnerzahl in der Gemeinde Vilar (1864–2011) | Einwohnerzahl in der Gemeinde Vilar (1864–2011) | Einwohnerzahl in der Gemeinde Vilar (1864–2011) | Einwohnerzahl in der Gemeinde Vilar (1864–2011) | Einwohnerzahl in der Gemeinde Vilar (1864–2011) |
| ----------------------------------------------- | ----------------------------------------------- | ----------------------------------------------- | ----------------------------------------------- | ----------------------------------------------- | ----------------------------------------------- | ----------------------------------------------- | ----------------------------------------------- | ----------------------------------------------- | ----------------------------------------------- | ----------------------------------------------- | ----------------------------------------------- | ----------------------------------------------- | ----------------------------------------------- | ----------------------------------------------- |
| 1864                                            | 1878                                            | 1890                                            | 1900                                            | 1911                                            | 1920                                            | 1930                                            | 1940                                            | 1950                                            | 1960                                            | 1970                                            | 1981                                            | 1991                                            | 2001                                            | 2011                                            |
| 335                                             | 322                                             | 283                                             | 260                                             | 296                                             | 301                                             | 335                                             | 368                                             | 423                                             | 376                                             | 300                                             | 257                                             | 238                                             | 200                                             | 149                                             |